# Gerena
Gerena település Spanyolországban, Sevilla tartományban. Gerena El Garrobo, Guillena, Salteras, Olivares, Sanlúcar la Mayor, Aznalcóllar és El Castillo de las Guardas községekkel határos. Lakosainak száma 7923 fő (2024).

## Népesség
A település népessége az elmúlt években az alábbi módon változott:
| Lakosok száma | 5534 | 5762 | 6016 | 6503 | 7187 | 7309 | 7489 | 7585 | 7774 | 7923 |
|               | 2001 | 2004 | 2007 | 2009 | 2012 | 2014 | 2017 | 2019 | 2022 | 2024 |